# 컨티넘 (드라마)
컨티넘(Continuum)은 캐나다의 SF 액션 드라마이다. 밴쿠버를 무대로 2077년 처형을 피해 현재로 시간 여행한 테러리스트 그룹과 거기에 휘말려 시간 여행을 하게 되는 경호관과의 대결을 그린다.

## 출연진
- 레이철 니컬스 - 키아라 카메론 역
2077년에 살고 있던 여형사. 아름다운 외모에 직업정신이 투철하고 뛰어난 상황판단력으로 사건을 해결해간다. 우연히 테러범들과 과거로 가게 되고, 가족을 그리워하면서 다시 2077년으로 돌아가기 위해 테러범을 추격하기 시작한다.
- 빅터 웹스터 - 카틀로스 포네그라 역
2012년에 살고 있는 남형사. 잘생기고 키가 크고 남자다운 외모를 가졌으며 미래인에 대응할 정도로 힘이 세다. 키아라를 신뢰하고 사건해결을 돕는다. 어릴 때 결혼을 했으나 일찍 이혼하여 서약에 대한 두려움을 가지고 있다. 키아라와 사건 현장에서 알게 되어 함께 테러범을 추격한다.
- 에릭 너드슨 - 알렉 센들러 역
아웃사이더 천재 소년. 2077년에서 사용하는 각종 시스템과 칩을 개발한 자로서, 시간 이동을 할 수 있는 물건 역시 알렉의 작품이다. 2012년으로 온 키아라가 보내는 무선 메시지를 받고 키아라를 돕는다. 완벽한 조력자인지는 미지수.

## 에피소드
| 시즌 | 시즌 | 회수 | 방송 날짜       | 방송 날짜       |
| 시즌 | 시즌 | 회수 | 시즌 시작       | 시즌 종료       |
| ---- | ---- | ---- | --------------- | --------------- |
|      | 1    | 10   | 2012년 5월 27일 | 2012년 8월 5일  |
|      | 2    | 13   | 2013년 4월 21일 | 2013년 8월 4일  |
|      | 3    | 13   | 2014년 3월 16일 | 2014년 6월 22일 |
|      | 4    | 6    | 2015년 9월 4일  | 2015년 10월 9일 |